# Rimantas Dagys
Rimantas Jonas Dagys (ur. 16 lipca 1957 w Czurubaj-Nurze) – litewski polityk, naukowiec, chemik, poseł na Sejm, od 2008 minister pracy i opieki socjalnej.

## Życiorys
Jego rodzice zostali deportowani na w głąb ZSRR, gdzie spędzili dziesięć lat w obozach pracy. W 1964 przyjechał na Litwę, gdzie ukończył szkołę podstawową i średnią. W 1980 został absolwentem studiów z zakresu chemii na Uniwersytecie Wileńskim, a w 1985 uzyskał stopień naukowy kandydata nauk chemicznych.
Od 1980 był zatrudniony w Instytucie Biotechnologii "Fermentas" jako pracownik naukowy. Opublikował około 50 prac naukowych, jest współautorem trzech patentów.
Pod koniec lat 80. zaangażował się w działalność Sąjūdisu. W 1989 został członkiem nowo powołanej Litewskiej Partii Socjaldemokratycznej, w której pełnił funkcje wiceprzewodniczącego i szefa organizacji partyjnej w Wilnie. Z ramienia LSDP w 1992 i 1996 uzyskiwał mandat posła na Sejm, którego w 1999 został wiceprzewodniczącym. W tym samym roku wraz z grupą działaczy opuścił socjaldemokratów, sprzeciwiając się coraz bliższej współpracy ich partii z postkomunistyczną Demokratyczną Partią Pracy. Wkrótce stanął na czele nowej formacji pod nazwą Socjaldemokracja 2000.
W 2000 przegrał wybory parlamentarne, powrócił do pracy naukowej. Wykładał w Instytucie Stosunków Międzynarodowych i Nauk Politycznych Uniwersytetu Wileńskiego oraz na Wileńskim Uniwersytecie Pedagogicznym. W 2002 kandydował w wyborach prezydenckich, zajmując w nich ostatnie miejsce wśród 17 kandydatów.
W 2003 odszedł z S2000 do Związku Ojczyzny, z ramienia którego w 2004 uzyskał mandat poselski. Pełnił m.in. funkcje wiceprzewodniczącego komisji do spraw europejskich oraz przewodniczącego komisji antykorupcyjnej. W wyborach parlamentarnych w 2008 skutecznie ubiegał się o reelekcję, wygrywając w okręgu jednomandatowym.
W koalicyjnym rządzie Andriusa Kubiliusa w tym samym roku objął tekę ministra pracy i opieki socjalnej, zajmował to stanowisko do lipca 2009. W wyborach w 2012 i 2016 po raz kolejny uzyskiwał mandat poselski. W 2019 odszedł ze Związku Ojczyzny, a w 2020 stanął na czele nowego ugrupowania pod nazwą Związek Chrześcijański.